# Kunstfigur
Eine Kunstfigur ist eine fiktive Figur, die nahezu alle Attribute einer realen Person besitzen kann. Sie entsteht nicht nur aus ihrer bloßen Zuordnung zur Kunst, sondern muss nach Werner Esser auch in gewisser Distanz zur Wirklichkeit stehen, diese also in irgendeiner Weise reflektieren; sie hat im „systematischen und historischen Status nur die Aufgabe, im bloß Scheinhaften der Kunst gewissermaßen die Stelle der Wahrheitspartikel zu markieren, ohne sie jedoch schon zu nennen.“

## Verwendung

### Theater
Im „Comödien-Stil“ des professionellen Stegreif-Theaters vom 16. bis zum 18. Jahrhundert, das seinen Ursprung als „Commedia dell’arte“, „Commedia all’improviso“ oder „Commedia Maschere“ in Italien hatte und sich schnell in ganz Mitteleuropa verbreitete, dient die Kunstfigur im Zusammenspiel mit dem Akteur zur Herstellung und gleichzeitigen Unterwanderung der Fiktionsebene. Die Fiktion ist dabei von der Realität zu unterscheiden, die jedoch beide zur Wirklichkeit gehören „im Sinne von: wirklich ist alles, was wirkt“. Im Theater werden diese Wirklichkeiten als so genannter „Doppelter Ort“ erkennbar, der sich zusammensetzt aus der Realitätsebene, in der Publikum und Schauspieler zusammenkommen, und der Fiktionsebene, in der „Gestalten erscheinen, gezeigt oder dargestellt werden.“
Im Comödien-Stil entsteht die fiktionale Ebene laut Gerda Baumbach durch die „theatrale Repräsentation“ und wird „in Gestalt spielerisch-ritueller Aktionen“ wieder unterlaufen. So kann die Kunstfigur in die Realitätsebene, aber auch der Akteur als Zivilperson in die Fiktionsebene eintreten. Durch das Hin- und Herspringen von Akteur und Kunstfigur zwischen Realität und Fiktion und die damit einhergehende, auch so beabsichtigte Ununterscheidbarkeit der beiden Ebenen entsteht das Spielfeld des Comödien-Stils. Dadurch „existieren (die Rollen) nur temporär und virtuell“.
Die Kunstfigur, Maschera (ital. „Maske“) oder Leibmaske ist weder der Schauspieler als Zivilperson noch eine Rolle, die er verkörpert. Sie stellt mehr eine Grundlage dar, mit deren Hilfe der Akteur in verschiedene Rollen schlüpfen kann. Dass dabei immer noch zwischen der Zivilperson, der Kunstfigur und der Rolle unterschieden werden kann, ist gerade „die Grundlage des Spielens“. Deshalb sind die Kostüme der Rollen meist so gemacht, dass die Kunstfigur darunter noch erkennbar bleibt. Man verwendete Hüte, Kleider oder bestimmte, zur Rolle gehörende Attribute. Die Kunstfigur selbst wird durch eine Auffälligkeit gekennzeichnet, die in jedem Kostüm sichtbar bleibt. Dieses Detail kann sich in Form einer Maske, Gesichtsbemalung oder einem anderen wiederkehrenden Stilmittel äußern. Beim Harlekin wäre es etwa die schwarze Maske, die uns die Kunstfigur immer vor Augen hält, oder bei der Figur des Tramp in den Filmen Charlie Chaplins mit seinem Schnauzer, einem Stöckchen und der Melone auf dem Kopf.
Kunstfiguren haben oft auch einen Bezug zu realen Ereignissen und Persönlichkeiten, zum Beispiel Adelige oder Gottheiten. So konnte auch spöttische Kritik geübt werden. Zudem können Maschere wie etwa der Harlekin auch Rollen unterschiedlicher Geschlechter annehmen. Es kann auch eine mythische Figur sein, zum Beispiel ein Dämon. Deutlich wird das beim Trickster. Somit stammt die Kunstfigur „aus einer anderen Wirklichkeit, aus dem Damals und Dort des Anderen. Auch die Kunstfigur und ihr Urahn sind wirklich, aber nicht realistisch.“
Auch Theaterrollen werden von Kunstfiguren angenommen. Unsere Wahrnehmung von verschiedenen Theaterrollen ist über die Jahre bereits so sehr durch Klischeehaftes geprägt worden, dass es ein Einfaches für die Kunstfigur ist, diese wortwörtlich „wie seine Socken zu wechseln“. So kann die Kunstfigur im einen Moment noch einen tragischen Helden mit Uniform und Degen darstellen und sich als Nächstes in ein pompöses Barockkleid werfen und eine verliebte Hofdame mimen. Das erste, was unsere Wahrnehmung hier beeinflusst, ist logischerweise das Kostüm und die Requisiten, die hierfür zum Einsatz kommen. Viel wichtiger sind allerdings immer noch die Körperhaltung und die Art wie die Kunstfigur sich bewegt und gibt.
Baumbach unterscheidet zusätzlich noch zwischen Kunstfigur und Kunstperson. Die Kunstperson ist der Schauspieler als Künstler und nicht als Zivilperson. Wenn der Schauspieler etwa einen Künstlernamen trägt, wird aus seiner doppelten Identität (Akteur und Kunstfigur) eine dreifache (Akteur, Kunstperson, Kunstfigur). Selbst, wenn der Schauspieler unter seinem bürgerlichen Namen in der Öffentlichkeit erscheint, kann diese neue Identität entstehen – wie etwa bei heutigen Hollywood-Stars, die nicht nur an ihrem Schauspiel, sondern auch an ihrem Aussehen oder ihrem Kleidungsstil definiert werden. Trotzdem handelt es sich hier nicht um eine Kunstfigur, weil diese Identität nicht für die Bühne bzw. das Filmset, sondern für die Medien und die Öffentlichkeit existiert.
Im Laufe der Jahrhunderte fanden sich viele Kunstfiguren im Bereich des Theaters und auch des Films. Dazu zählen mitunter der Clown Grock, die Figur des Tramp  Charlie Chaplin, Kasperle oder Totò.

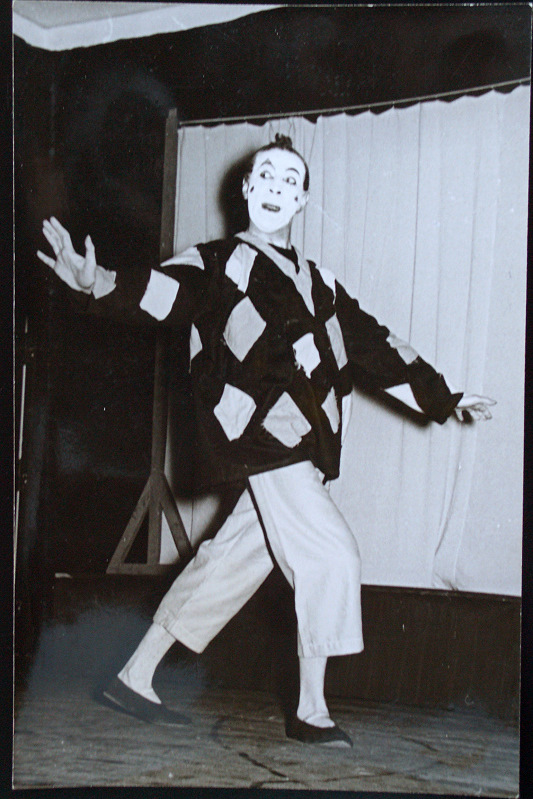
Jean Soubeyran als Harlekin, 20. Jh.

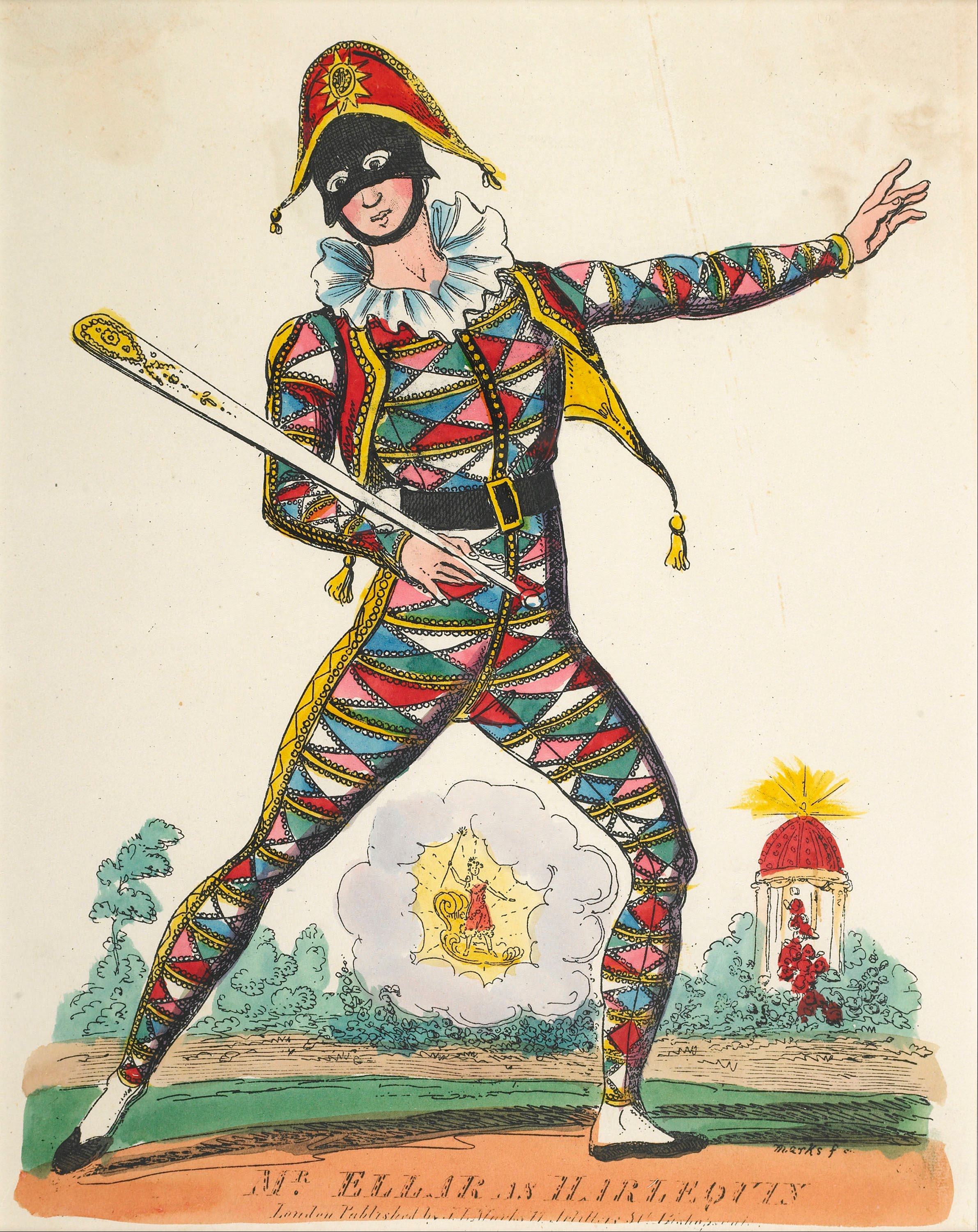
Mr. Ellar als Harlequin, 1822/30

Eine der bekanntesten Kunstfiguren im Theater ist der Harlekin. „Der Harlekin, unter welchem Namen und in welchem Zusammenhang auch immer er in Erscheinung tritt, ist allemal eine künstliche und eine künstlerische Figur, welche die Funktion hat, in der Polyvalenz des Daseins die menschliche Vernunft sinnlich-anschaulich zu machen.“  Er gibt den Menschen die Fähigkeit, mit der Welt ironisch, satirisch und humorvoll umzugehen und darin eine lebenserhaltende Überlegenheit zu gewinnen. Durch ihn können die Menschen über alltägliche oder auch kritische Themen lachen und diese somit aus einer neuen Perspektive betrachten.
Die Figur des Harlekins tauchte erstmals im 12. Jahrhundert auf und wurde in der Commedia dell’arte der Renaissance als Dienerfigur wieder aufgegriffen. Erkennbar war er mitunter meistens an seinem Flickenkostüm mit Rautenmuster und an seiner schwarzen Maske, bzw. dem schwarzen Gesicht. Davon ausgehend konnte der Harlekin mit Hilfe von Requisiten, weiteren Kostümen und seiner Schauspieltechnik in diverse andere Rollen schlüpfen und dabei immer noch als die Figur des Harlekin wahrgenommen werden.
Mit der Moderne veränderte sich auch die Darstellung des Harlekins.
„Er hatte nicht mehr die quicke Munterkeit seiner der Renaissance entsprungenen Ahnen. Seine Grimassen waren von Düsterkeit verzerrt und seine Sprünge hatten das Possierliche verloren. Die Musik, die er aufspielen ließ, klang nicht lustig: es war, als wären die Saiten verstimmt, aber keiner bemerkte es, weil das Stampfen des Rhythmus alles übertönte, dieses Stampfen, das zugleich barbarisch war und maschinenhaft. Die Witze suchten die Groteske. Wo immer dereinst Weisheit sich in die Späße gemischt hatte, grinste jetzt das Absurde aus plötzlich aufgerissenen Löchern. (…) So wurde der Unsinn zum Tiefsinn gemacht, und das kaum geborene Lachen erstarb auf den Lippen. Dennoch: das Lachen ist nicht erloschen. Die Lust am Spaß hat nur ihren Ausdruck verändert.“

### Kabarett
Im Gegensatz zum Schauspieler im Theater kann die Kunstfigur nicht nur auf der Bühne, sondern in allen Aspekten des Lebens agieren. Sie besitzt also einen eigenen Namen, ein Alter, eine Biografie usw. Es gehört zum Standardprogramm vieler Kabarettisten, unterschiedliche Figuren darzustellen, die meist Vertreter einer bestimmten Personengruppe überzeichnen und klischeehaft karikieren. Wenn diese Figuren nicht nur Teil des Kabarettprogramms sind, sondern auch öffentlich agieren, wie im Fall von Atze Schröder oder Horst Schlämmer, kann man von einer Kunstfigur sprechen. Auch Schauspieler Christian Ulmen testet gern sein Umfeld mit verschiedenen Kunstfiguren, die bekanntesten davon sind Nerd Uwe Wöllner und Schlagersänger Knut Hansen.

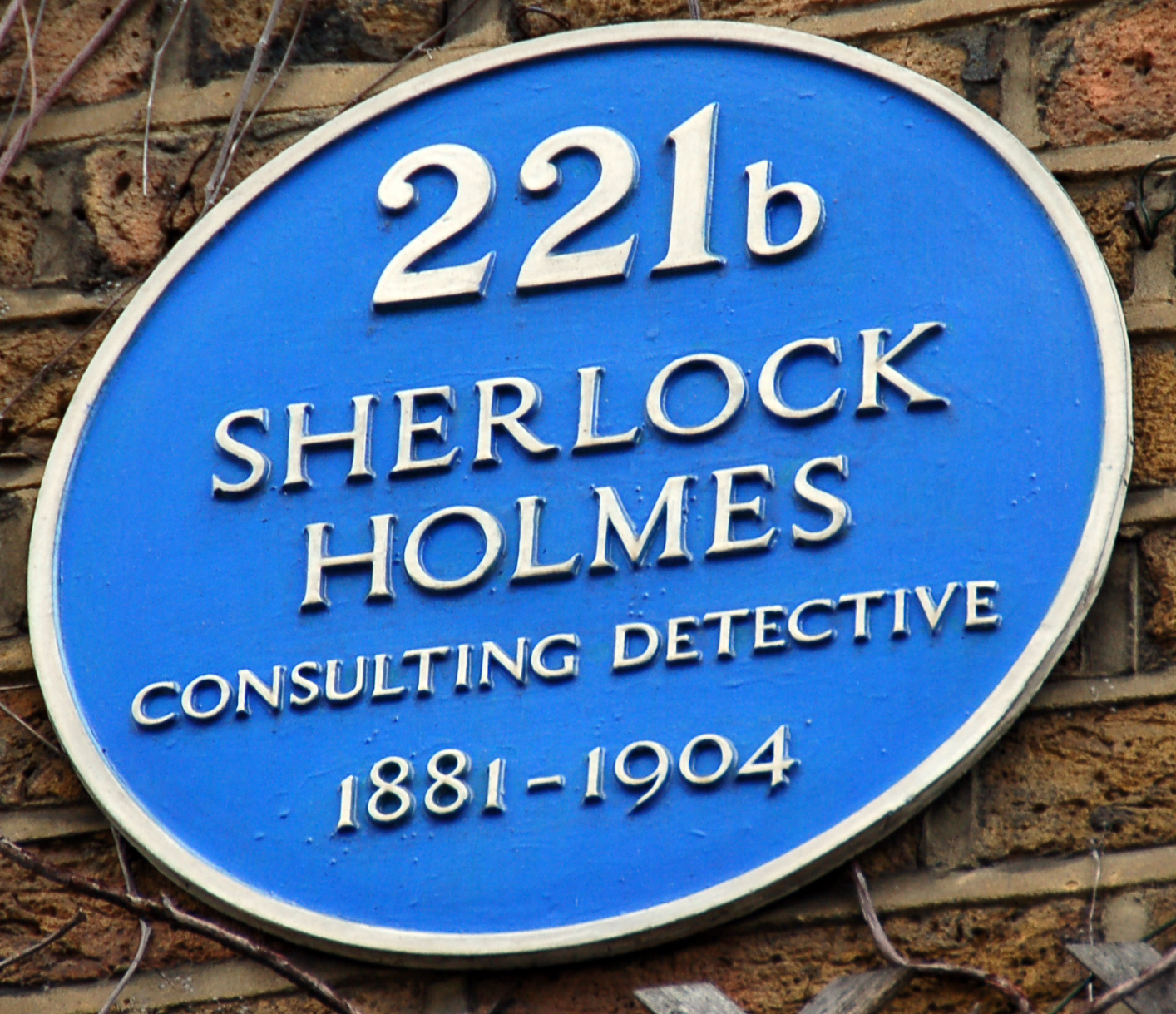
Tafel am Wohnhaus von Sherlock Holmes in 221b Baker Street, London

Wenn diese Kunstfiguren im Fernsehen auftreten, besteht der Unterhaltungswert oft darin, dass die Fernsehzuschauer um den künstlichen Charakter der Figur wissen, während das gefilmte Publikum zum Narren gehalten wird. Gleichzeitig kann die Kunstfigur gezielt Sozialverhalten und Vorurteile des Publikums demaskieren, wie dies Sacha Baron Cohen mit seinen Kunstfiguren, wie dem antisemitischen Kasachen Borat oder dem schwulen Österreicher Brüno, immer wieder demonstriert.

### Medien
Auch Comicfiguren, Superhelden und Computerspielfiguren wie Lara Croft werden zu Kunstfiguren, wenn sie über ihr ursprüngliches Medium hinauswachsen. Diese Kunstfiguren bleiben zwar virtuell, können aber durch mediale Präsenz denselben Grad an Glaubwürdigkeit und Bekanntheit erreichen wie andere Figuren der Popkultur, besonders dann, wenn diese Art der Kultur über Sekundärerfahrung vermittelt wird. Beispiele sind computeranimierte Popstars wie Kyoto Date und T-Babe, aber auch Comicfiguren wie die Band Gorillaz. Sie haben eigene Fanclubs, geben Interviews und haben Biografien, genau wie reale Figuren der Popmusik. Eine bekannte Kunstfigur aus der Literatur ist Sherlock Holmes, die zur Zeit ihrer Entstehung von vielen Menschen für einen realen Mitbürger gehalten wurde.
Bei der Fanfiction tragen manche Fans bestimmter, meist medialer Kunstfiguren auf einer Convention Kostüme.

## Rechtliches

### Urheberrecht
Eine Kunstfigur unterliegt als kreative Schöpfung dem Urheberrecht oder dem Markenrecht. Das kann bei unautorisierter Verwendung zu Rechtsfolgen führen, beispielsweise Abmahnungen wie etwa im Falle einer privaten Pumuckl-Fanpage.
Rechtliche Probleme können auch bei autorisierter Verwendung einer Kunstfigur entstehen. So stritt ebenfalls im Falle Pumuckl dessen literarische Schöpferin mit seiner graphischen intensiv darum, ob Pumuckl ein sexuelles Wesen sei und eine Freundin haben dürfe. Das Urteil räumte der Meinungsfreiheit der Grafikerin Barbara von Johnson Vorrang vor dem Urheberrecht der Autorin Ellis Kaut ein.

### Persönlichkeitsrechte
Die Persönlichkeitsrechte des Darstellers einer Kunstfigur können das Recht auf Anonymität einschließen. So verklagte der Darsteller der Kunstfigur Atze Schröder den Weser-Kurier wegen der Nennung seines bürgerlichen Namens und bekam Recht. Eine entsprechende Klage gegen Wikipedia, wo der bürgerliche Name zeitweise ebenfalls genannt wurde, zog er jedoch 2007 zurück.